# Ingetraut Dahlberg
Ingetraut Dahlberg (Köln, 1927. február 20. – Bad König, 2017. október 24.) német könyvtáros, filozófus, nevéhez fűződik a Information Coding Classification elnevezésű egyetemes osztályozási rendszer kidolgozása. Szerinte minden tartalomfeltárásnak fogalmi szinten kell történnie. Ő határozta meg a fogalom fogalmát. Munkásságának fő területe az osztályozás elmélete és gyakorlata.

## Munkássága
1968–1970 között a FID/CCC (Központi Osztályozási Bizottság) megbízásából az ETO rendszer revízióján dolgozott. 1974-ben publikálta saját egyetemes rendszerét az Information Coding Classification-t (Információ Indexelő Osztályozás). Még ebben az évben megalapította az osztályozás nemzetközi folyóiratát az International Classification-t (ma Knowledge Organization), illetve az osztályozási társaságot (Gesellschaft für Klassifikation). A társaság konferenciáinak anyaga azóta is évente jelenik meg „Studien zur Klassifikation” (Osztályozási Tanulmányok) címmel. 1989-ben kilépett a társaságból, és új szervezetet alapított International Society for Knowledge Organisation (ISKO) néven, melyhez igazodva az International Classification folyóirat is új néven, Knowledge Organization címmel jelent meg.

## Publikációi
- Grundlagen universaler Wissensordnung : Probleme und Möglichkeiten eines universalen Klassifikationssystems des Wissens (könyv) (München, 1974) (ISBN 3794036239)
- Prinzipien der Klassifikation : proceedings d. 1. Fachtagung d. Ges. für Klassifikation e. V., (könyv) (Münster, 1977. június 6.) (ISBN 3882830018)
- Klassifikation und Erkenntnis : 3. Fachtagung der Gesellschaft für Klassifikation (Königstein/TS., 1979. április 4–9.) (rövid sorozat: ISBN 3882830042, ISBN 3882830050 és ISBN 3882830069)
- Die Pilotstudie DB-Thesaurus (1980)
- Klassifikation und Erkenntnis  (1980) (ISBN 3882830042)
- Mensch und Gott (Frankfurt, 1980. november 26.)
- Who is who in classification and indexing (Frankfurt, 1983) (ISBN 3886722015)
- Automatisierung in der Klassifikation (Königwinter/Rhein, 5.–8. April 1983)
- International classification and indexing…; Reference tools and conferences in classification and indexing (1984)
- International classification and indexing…; Classification- and indexing systems : theory, structure, methodology; 1950–1982 (1985)
- Klassifikation als Werkzeug der Lehre und Forschung : Klassifikation, Ordnung des Wissens (Frankfurt/Main : Indeks-Verl., 1986)
- Compatibility and integration of order systems – kutatás és előadás az 1995. szeptember 13-15. között lezajlott TIP/ISKO konferencián (Varsó, 1995)